# チップ・ガナッシ・レーシング

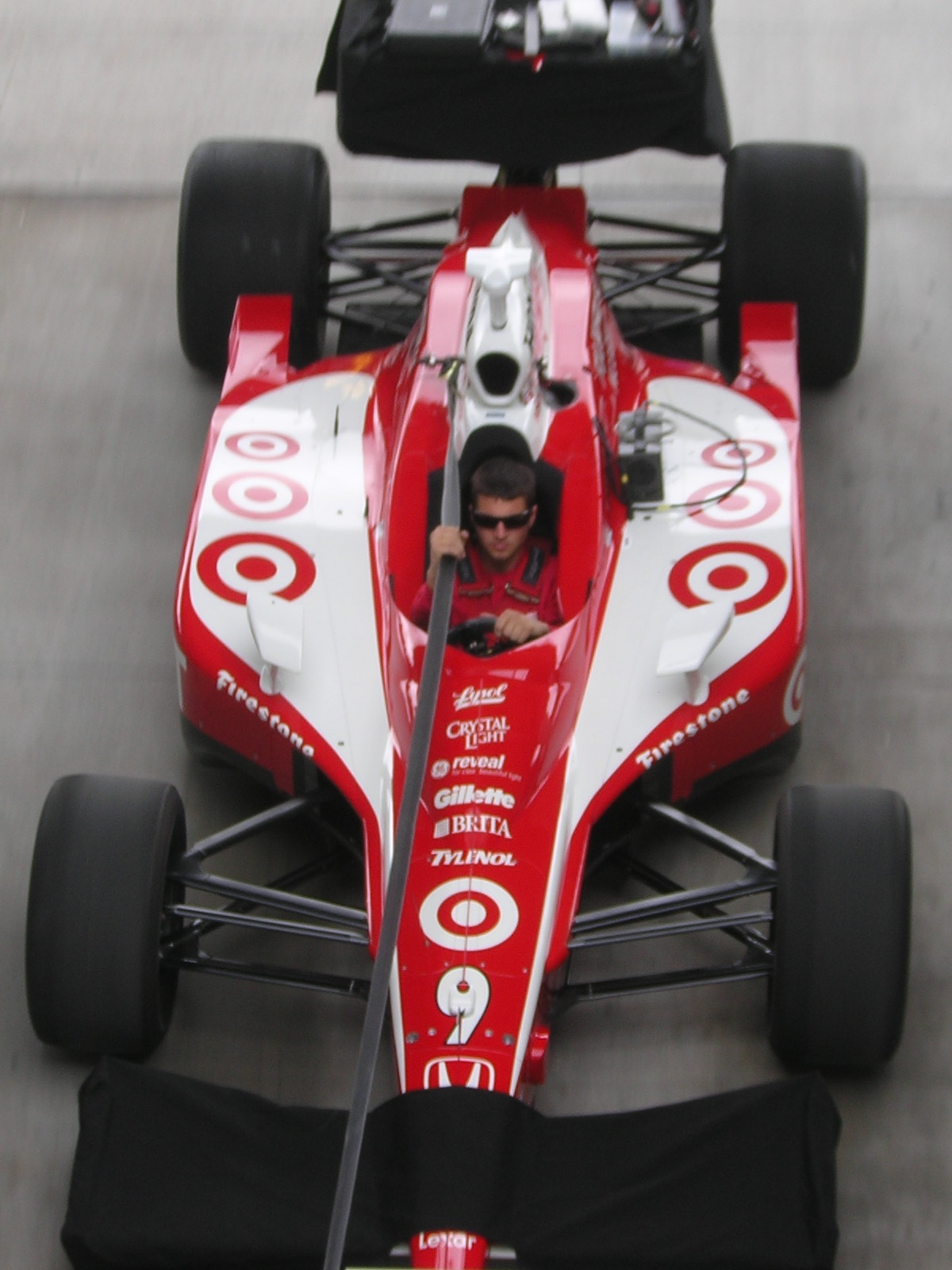
ガナッシのマシン(インディカー・シリーズ)

- チップ・ガナッシ・レーシング
- チップ・ガナシー・レーシング

チップ・ガナッシ・レーシング（Chip Ganassi Racing）は、アメリカ合衆国のレーシングチームの一つ。1990年に元インディカードライバーのチップ・ガナッシが設立した。本拠地はノースカロライナ州コンコード。
2024年現在はインディカー・シリーズ、WEC、IWSCに参戦している。米国の大手小売店であるターゲットが長年メインスポンサーを務めていたことで知られる。

## 歴史

### オープンホイール
1989年、チップ・ガナッシが共同オーナーを務めていたパトリック・レーシングの創設者、パット・パトリックの引退に伴い（後に引退は撤回）、チームの資産とマシン・エンジン契約（パトリック・レーシングはペンスキー・レーシングからシャーシーの提供を受けており、イルモアシボレーエンジンの搭載もセットで契約されていた）を引き継ぐ形で1990年にチームを設立。インディカーワールドシリーズ（後のCART、チャンプカー）への参戦を開始。1996年には、ジミー・バッサー、1997年・1998年にはアレックス・ザナルディ、1999年にはファン・パブロ・モントーヤが同チームでシリーズチャンピオンを獲得するなど、チャンプカーの強豪チームとして成功を収めたが、2002年にチャンプカーのエンジンレギュレーションを巡る混乱でトヨタ・ホンダが相次いでインディカー・シリーズ（IRL）に移籍した際に、それに追随する形でチャンプカーから撤退した。
インディカー・シリーズには2000年からインディ500のみ参戦していたが、2002年より試験的にシーズンエントリーを開始し、2003年にそれまでチャンプカーに参戦していた主力がチームごとインディカー・シリーズに移籍して本格的な活動をスタート。2003年、2008年、2013年、2015年にスコット・ディクソンが、2009年から2011年にダリオ・フランキッティがシリーズチャンピオンを獲得している。2014年現在は、チーム・ペンスキー、アンドレッティ・オートスポーツと並ぶ、インディカー・シリーズにおける「3強」の一角を占めている。2011年にはファクトリーを増設しこれまでの2台体制から一気に4台体制になった。
2013年7月7日、24年ぶりに開催されたポコノ・インディ400レースにおいて、スコット・ディクソン、チャーリー・キンボール、ダリオ・フランキッティにより、チーム初となる1-2-3フィニッシュを達成。また、この勝利は、ディクソンの通算30勝目（歴代10位）、ツーリングカーやNASCAR等を含めたターゲット・チップ・ガナッシ・レーシング通算100勝目、エンジンサプライヤーであるホンダのインディ通算200勝目であり、記録ずくめの週末となった。
ターゲットはディクソンとフランキッティのスポンサーを務めるが、他にもグラハム・レイホールにはオーストラリアのサービスセントラル社、キンボールにはデンマークのノボノルディスク、NTTデータがスポンサーについている。
2018年から再び2台体制に縮小。キンボールとマックス・チルトン、トニー・カナーンの3人はチームから離脱。ディクソンは残留し、2017年のインディカー・ルーキー・オブ・ザ・イヤーのエド・ジョーンズがデイル・コイン・レーシングから移籍加入した。また、ディクソンのプライマリースポンサーにPNCバンクが新たに就任した。
2019年にはディクソンのチームメイトとしてフェリックス・ローゼンクヴィストが2年間在籍し、2023年現在はアレックス・パロウが10号車をドライブしている。
このほか、元F1ドライバーのマーカス・エリクソンが2020年に加入。車番は8を使用し、プライマリースポンサーにはハスキー・チョコレートが就任した。

### NASCAR
NASCARには2001年に、中堅チームの「チーム・サブコ（Team SABCO）」を買収する形で参戦を開始。2006年にはF1のマクラーレンを離脱したモントーヤを自チームよりNASCARに参戦させているほか、2008年には前年のIRLチャンプであるダリオ・フランキッティがNASCAR転向と同時に同チームに移籍してきた。ただ、ロードコースでこそモントーヤが2007年に1勝を挙げているものの、オーバルレースではあまりいいところがなく、フランキッティは1年限りでIRLへ復帰するなど、苦戦を強いられた。
2009年から2013年まではデイル・アーンハートが立ち上げたNASCARの名門チーム「デイル・アーンハート・インク」と合併し、「アーンハート・ガナッシ・レーシング（Earnhardt-Ganassi Racing）」としてNASCARに参戦していたが、2014年からは再びチップ・ガナッシ・レーシングとして参戦している。
2017年は日系4世であるカイル・ミヤタ・ラーソンがシボレー勢の中で圧倒的な速さを見せプレーオフ進出を果たしているが、チーム初の栄冠には届かなかった。

### スポーツカーレース

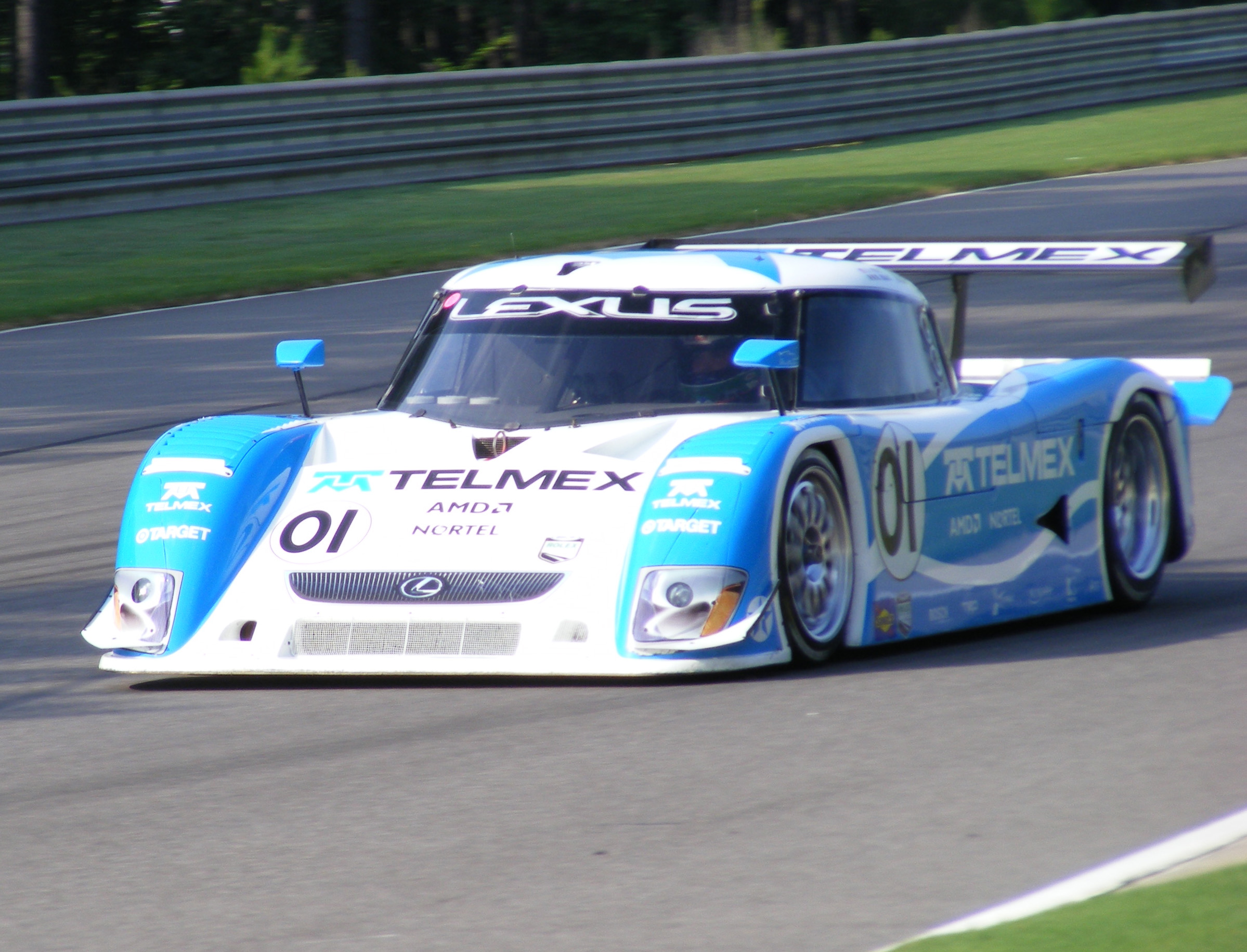
ライリー・レクサス（2007年）

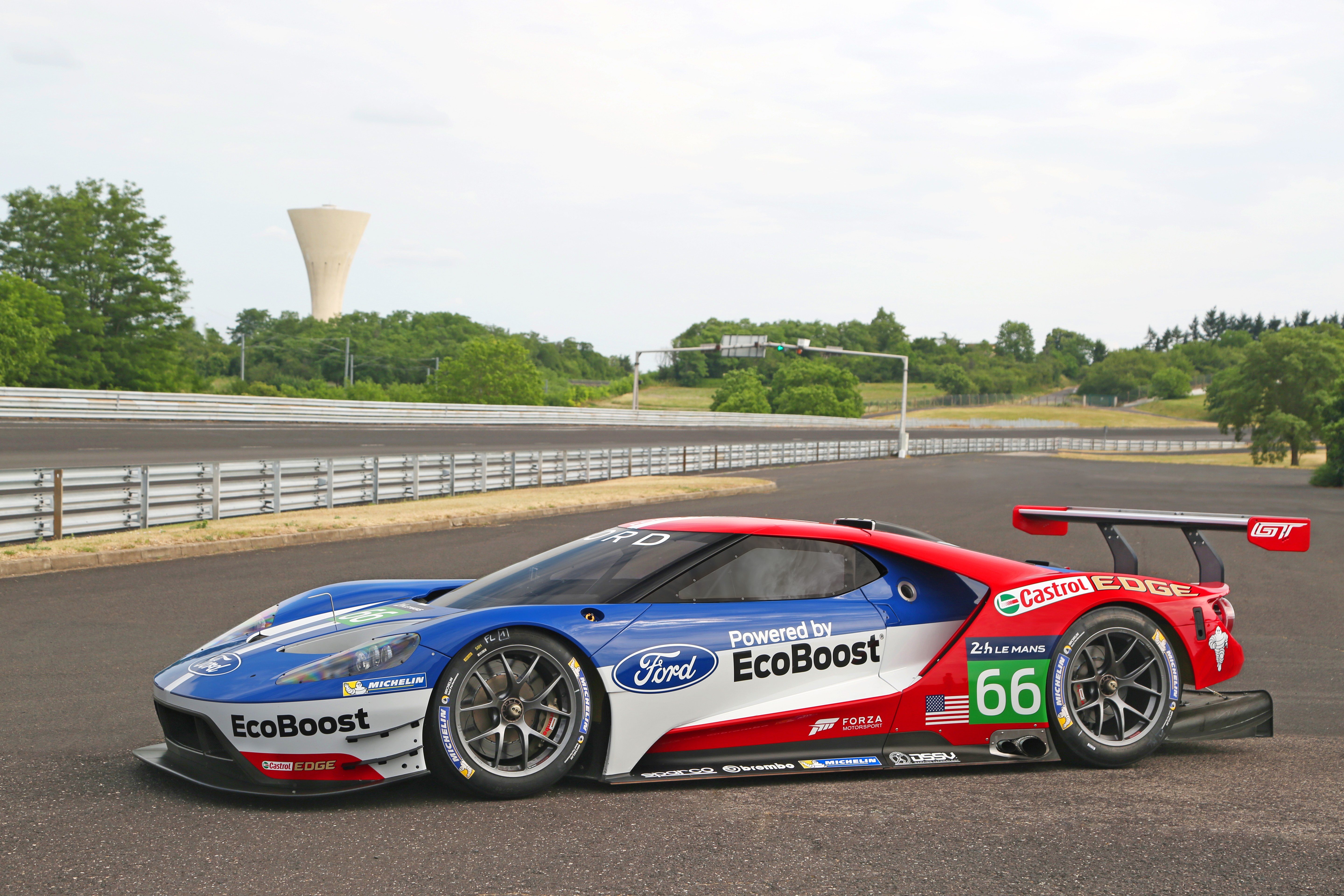
フォード・GT（2016年）

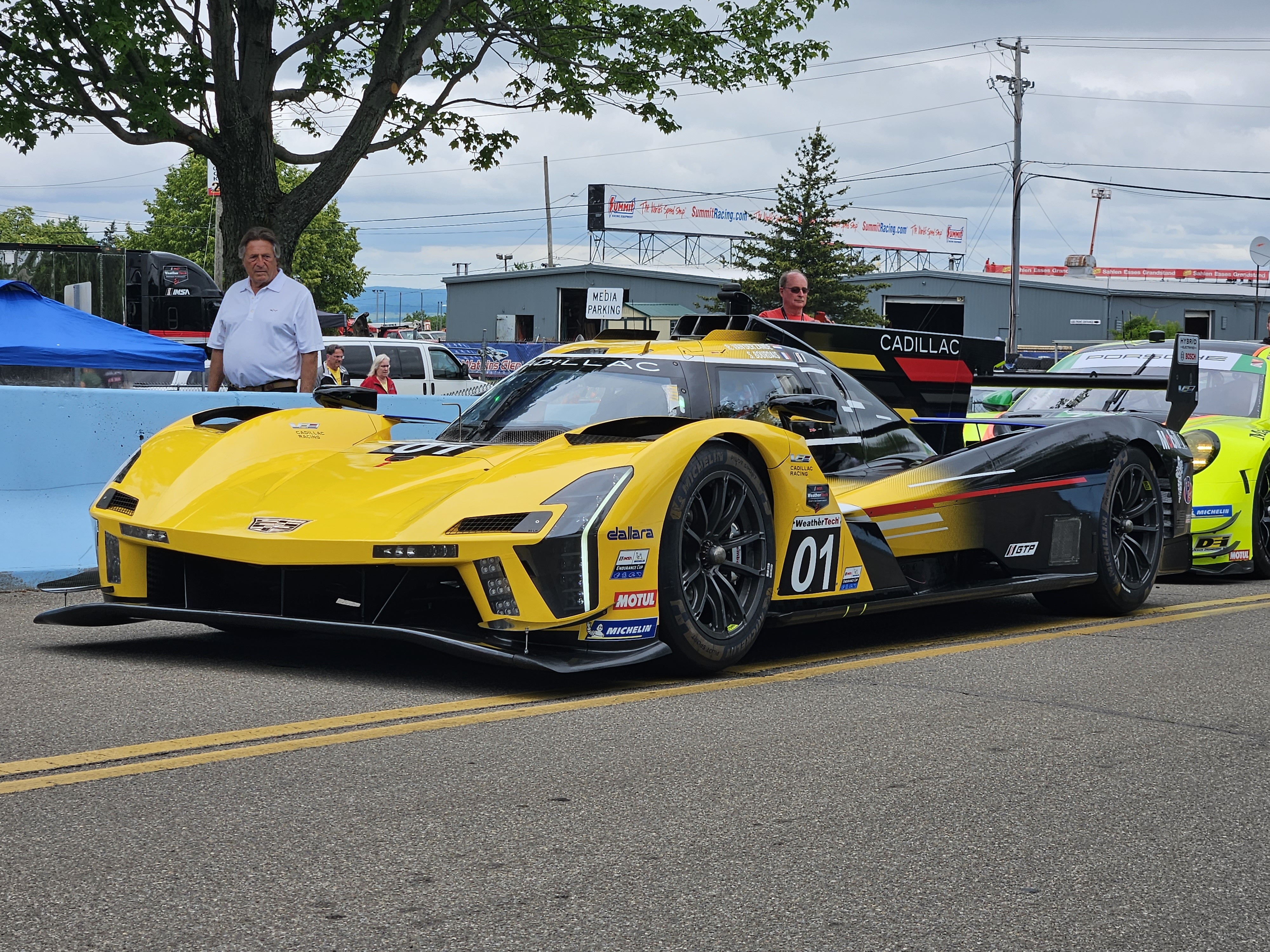
キャデラック・Vシリーズ.R（2023年）

グランダムのロレックス・スポーツカーシリーズに、レクサスのセミワークスとして参戦。シャシーはライリー・テクノロジーズのデイトナ・プロトタイプで、2006～2008年のデイトナ24時間を3連覇。2008年は選手権も制覇した。2010年はレクサスの撤退によりBMWエンジンにスイッチ、12戦中9勝を挙げて再びチャンピオンとなった。2011年には4度目のデイトナ優勝を果たしている。
2014年にはロレックス・スポーツカーシリーズがアメリカン・ル・マン・シリーズと統合されて開幕した、USCC（ユナイテッド・スポーツカー選手権）にライリー・フォードのデイトナプロトタイプで参戦。2015年のデイトナ24時間で、日系4世のカイル・ラーソンらがドライブして総合優勝した。
2016年からはフォード・GTを運用し、マルチマティックとのジョイントによりWEC（FIA 世界耐久選手権）のLM-GTEプロクラス、USCCのGTLMクラスへ、フォードのワークスとして参戦した。なお北米でのチーム名は「フォード・チップ・ガナッシ・レーシング、WECでは「フォード・チップ・ガナッシ・チームUK」と異なる。また、両チームはル・マンおよびデイトナで別チームとしてエントリーしている。2016年のル・マン24時間では、フォードのル・マン初制覇50周年記念のクラス優勝を果たした。
2021年のウェザーテック・スポーツカー選手権に、2015年以来となるトップクラスのDPi（デイトナ・プロトタイプ・インターナショナル）へ復帰。マシンは、キャデラック・DPi-V.Rを使用した。
2023年、IMSA、WECに参戦可能となったLMDh規定のキャデラック・Vシリーズ.Rで参戦するキャデラック・レーシングの運営を務める。しかし、2024年シーズンをもってキャデラックとの提携を終了することを発表した。

### ラリークロス
もともとは2輪のAMAスーパークロスへ参戦する計画であったが、これを変更して2014年の終盤からフォード・フィエスタでグローバル・ラリークロスに参戦。2015年と2016年の2年のみフル参戦し、2度の勝利とドライバーズランキング最高3位を獲得した。

## ドライバー

### オープンホイール（CART/インディカー）

#### 現シーズン（2024年）
- No.04  キフィン・シンプソン（英語版）
- No.08  リヌス・ルンドクヴィスト（英語版）
- No.09  スコット・ディクソン
- No.10  アレックス・パロウ
- No.11  マーカス・アームストロング

#### 過去の所属ドライバー
- エディ・チーバー （1990年 – 1992年）
- アリー・ルイエンダイク （1992年 - 1993年, 1997年)
- ロビー・ゴードン（英語版） （1992年）
- ディディエ・セイス （1992年）
- マイケル・アンドレッティ （1994年）
- マウリシオ・グージェルミン （1994年）
- ブライアン・ハータ （1995年）
- マイク・グロフ（英語版） （1995年）
- ジミー・バッサー （1995年 - 2000年, 2001年[注 4]）
- アレックス・ザナルディ （1996年 - 1998年）
- ファン・パブロ・モントーヤ （1999年 - 2000年)
- ニコラ・ミナシアン （2001年）
- ミーモ・ギドリー（英語版） （2001年）
- トニー・スチュワート （2001年[注 4]）
- ブルーノ・ジュンケイラ （2001年 - 2002年）
- ジェフ・ワード （2002年）
- ケニー・ブラック （2002年）
- トーマス・シェクター （2003年）
- トニー・レナ（英語版） （2004年[注 5]）
- ダレン・マニング （2004年 - 2005年）
- ジャック・ラジアー（英語版） （2005年[注 6]）
- ジョルジオ・パンターノ （2005年, 2012年）[注 6]
- ライアン・ブリスコー （2005年, 2013年[注 4], 2014年）
- ダン・ウェルドン （2006年 - 2008年）
- ダリオ・フランキッティ （2008年 - 2013年）
- グラハム・レイホール （2011年 - 2012年)
- チャーリー・キンボール （2011年 - 2017年）
- アレックス・タグリアーニ （2013年[注 6]）
- トニー・カナーン（2014年 - 2017年、2021年[注 7] - 2022年[注 4]）
- セージ・カラム （2015年）
- セバスチャン・サーベドラ （2015年）
- マックス・チルトン （2016年 - 2017年）
- エド・ジョーンズ（英語版）（2018年）
- フェリックス・ローゼンクヴィスト（2019年 - 2020年）
- マーカス・エリクソン（2020年 - 2023年）
- ジミー・ジョンソン（2021年[注 8] - 2022年）
- 佐藤琢磨（2023年[注 7]）

### NASCARカップ・シリーズ

#### 過去の所属ドライバー
- ジェイソン・レフラー（英語版）（2001年）
- スターリング・マーリン（英語版）（2001年 - 2005年）
- ドーシー・シュレーダー（英語版）（2001年[注 9]）
- スコット・プルーエット（2001年 - 2006年[注 10]）
- ジミー・スペンサー（英語版）（2002年）
- マイク・ブリス（英語版）（2002年）
- ジェイミー・マクマレー　（2002年 - 2005年, 2010年 - 2018年）
- ケイシー・メアーズ（英語版）（2003年 - 2006年）
- デヴィッド・ストレミー（英語版）（2005年 - 2008年[注 11]）
- リード・ソレンソン（英語版）（2005年 - 2008年[注 12]）
- ファン・パブロ・モントーヤ（2006年 - 2013年）
- ダリオ・フランキッティ（2008年[注 13]）
- ケン・シュレーダー（英語版）（2008年[注 14]）
- ジェレミー・メイフィールド（英語版）（2008年[注 15]）
- ブライアン・クロウソン　（2008年）
- マーティン・トゥーレックス・ジュニア（2009年）
- エリック・アルミローラ（英語版）（2009年）
- カイル・ラーソン（2014年-2020年[注 16]）
- カート・ブッシュ　（2019年 - 2021年）
- ロス・チャステイン　（2021年）

## ターゲットとの関係

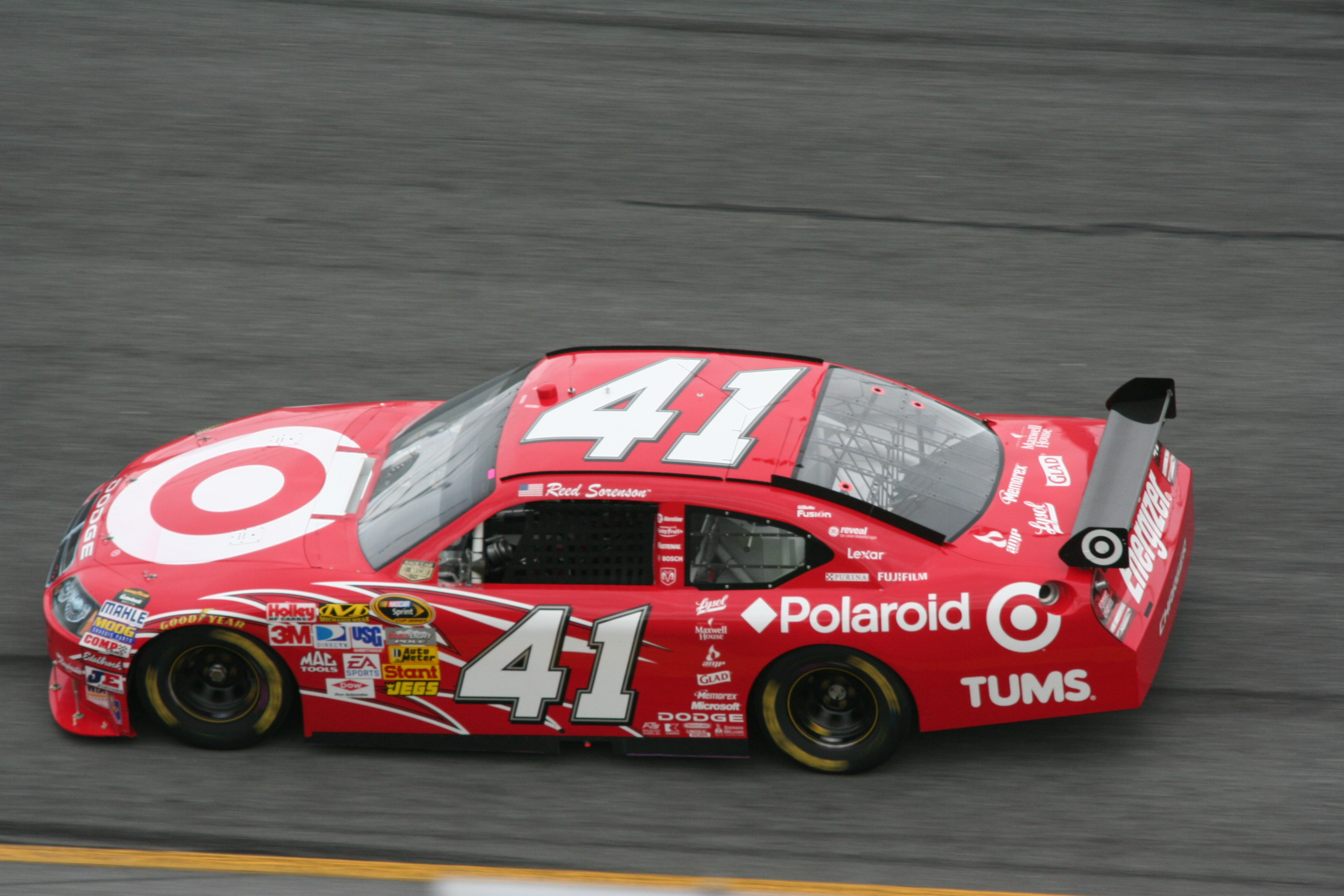
2008年のNASCARマシン。ターゲットのマークがボンネットに大きく描かれている。

チームが創立されて以来、長らく大手小売業社のターゲットとスポンサー契約を結んでいた。ターゲット社内では、ターゲット・レーシング・プロジェクトと呼称され、対象のマシンやメカニックの制服は同社のイメージカラーである赤に塗られ（スペシャルカラー時は別色になる）、白色でブルズアイ（ダーツボードの中心のこと）が描かれる他、同チームのイベントや優勝時には、ターゲットのマスコットである犬のブルズアイ（通称「ターゲット犬」。ブルテリアの左目にブルズアイが描いてあり、Bull TerrierとBullseyeを掛けている。）が登場するなど、非常に良好なパートナーシップとして知られていた。
しかし2015年にUSCC、2016年インディカ―、翌2017年シーズンにはNASCARでのスポンサー契約も終了して関係は途切れることとなった。